# Mohnia parva
Mohnia parva là một loài ốc biển, là động vật thân mềm chân bụng sống ở biển trong họ Buccinidae.